# Cyndaquil
Cyndaquil is vuurmuisachtige Pokémon.
Samen met Chikorita en Totodile, is hij een starter-Pokémon uit de tweede generatie. Cyndaquil is van het type Fire en komt voor op vooral warme plaatsen. Hij heeft een gele huid met een donkerblauwe streep en een vlammetje op zijn rug. Cyndaquil kan tweemaal evolueren; op level 14 evolueert hij in Quilava, een Vulkaan Pokémon die zelf op level 36 in Typhlosion evolueert. Een Cyndaquil kan – als hij goed wordt getraind – een heel sterke Pokémon worden, maar ze worden ook gevangen vanwege hun schattige uiterlijk.

## Ruilkaartenspel
Er bestaan 13 standaard-Cyndaquilkaarten, waarvan er twee alleen in Japan uitgebracht zijn, net als een Cyndaquil M-kaart, alle met het type Fire als element. Verder bestaat er nog één Psychic-type Cyndaquil δ-kaart.